# Leuciscine
Leuciscinele (Leuciscinae) este o subfamilie de pești din familia ciprinidelor. Este cea mai mare subfamilie de ciprinide. Peștii din această subfamilie sunt caracterizați printr-o înotătoare dorsală scurtă cu ultimele raze simple care nu sunt nici dințate, nici spiniforme; absența mustăților; dinții faringieni dispuși de obicei în 1-2 rânduri și prin câteva particularități osteologice. Subfamilia este cunoscută în Europa, Africa de Nord, Asia de Nord și America de Nord; este absentă în Africa tropicală și de sud și în Asia tropicală.

## Sistematica
Sunt cunoscute peste 80 de genuri :
- Abramis G. Cuvier, 1817 [1816]
- Acanthobrama Heckel, 1843
- Achondrostoma J.I. Robalo et al., 2007
- Acrocheilus Agassiz, 1855
- Agosia Girard, 1856
- Algansea Girard, 1856
- Anaecypris Collares-Pereira, 1983
- Ballerus Heckel, 1843
- Blicca Heckel, 1843
- Campostoma Agassiz, 1855
- Chondrostoma Agassiz, 1832
- Chrosomus Rafinesque, 1820
- Clinostomus Girard, 1856
- Codoma Girard, 1856
- Couesius Jordan, 1878
- Cyprinella Girard, 1856
- Delminichthys Freyhof et al., 2006
- Dionda Girard, 1856
- Eremichthys Hubbs & Miller, 1948
- Ericymba Cope, 1865
- Erimystax Jordan, 1882
- † Evarra Woolman, 1895
- Exoglossum Rafinesque, 1818
- Gila Baird & Girard, 1853
- Hemitremia Cope, 1870
- Hesperoleucus Snyder, 1914[1913]
- Hybognathus Agassiz, 1855
- Hybopsis Agassiz, 1854
- Iberochondrostoma J.I. Robalo et al., 2007
- Iotichthys Jordan & Evermann, 1896
- Kottelatia T.Y. Liao et al., 2010
- Ladigesocypris Karaman, 1972
- Lavinia Girard, 1854
- Lepidomeda Cope, 1874
- Leucaspius Heckel & Kner, 1858
- Leuciscus J.T. Klein, 1775 ex G. Cuvier, 1817[1816]
- Luxilus Rafinesque, 1820
- Lythrurus Jordan, 1876
- Macrhybopsis Cockerell & Allison, 1909
- Margariscus Cockerell, 1909
- Meda Girard, 1856
- Mirogrex M. Goren et al., 1973
- Moapa Hubbs & Miller, 1948
- Mylocheilus Agassiz, 1855
- Mylopharodon Ayres, 1854
- Nocomis Girard, 1856
- Notemigonus Rafinesque, 1819
- Notropis Rafinesque, 1818 - shiners
- Opsopoeodus Hay, 1881
- Oregonichthys Hubbs, 1929
- Orthodon Girard, 1856
- Pachychilon Steindachner, 1866
- Parachondrostoma J.I. Robalo et al., 2007
- Pararhinichthys J.R. Stauffer Jr. et al., 1997
- Pelasgus Kottelat & Freyhof, 2007
- Pelecus Agassiz, 1836
- Petroleuciscus Bogutskaya, 2002
- Phenacobius Cope, 1867
- Phoxinellus Heckel, 1843
- Phoxinus C.S. Rafinesque, 1820
- Pimephales Rafinesque, 1820
- Plagopterus Cope, 1874
- Platygobio Gill, 1863
- Pogonichthys Girard, 1854
- Protochondrostoma J.I. Robalo et al., 2007
- Pseudochondrostoma J.I. Robalo et al., 2007
- Pseudophoxinus Bleeker, 1859-1860
- Pteronotropis Fowler, 1935
- Ptychocheilus Agassiz, 1855
- Rasbosoma T.Y. Liao et al., 2010
- Relictus Hubbs & Miller, 1972
- Rhinichthys Agassiz, 1849
- Rhynchocypris Günther, 1889
- Richardsonius Girard, 1856
- Rutilus Rafinesque, 1820
- Scardinius Bonaparte, 1840
- Semotilus Rafinesque, 1820
- Siphateles Cope, 1883
- Squalius Bonaparte, 1841
- † Stypodon S. Garman, 1881
- Tampichthys S. Schönhuth et al., 2008
- Telestes Bonaparte, 1840
- Tribolodon Sauvage, 1883
- Tropidophoxinellus Stephanidis, 1974
- Vimba Fitzinger, 1873
- Yuriria Jordan & Evermann, 1896